# Надежденское
Наде́жденское — село в Ивановском районе Амурской области, Россия. Входит в Приозерный сельсовет.

## География
Село Надежденское расположено к северу от районного центра Ивановского района села Ивановка.
Дорога к селу Надежденское идёт на юг от административного центра Приозерного сельсовета села Солнечное, расстояние — 12 км.
Расстояние до районного центра Ивановского района села Ивановка — 49 км (через Солнечное и Берёзовку), по автодороге областного значения Благовещенск — Белогорск.

## История
В 1966 г. решением Амурского облисполкома Совета депутатов трудящихся зарегистрирован и присвоено наименование населенному пункту 2-го отделения Среднебельского совхоза — село Надежденское.

## Население
| 2002 | 2010 | 2012 | 2013 | 2014 | 2015 | 2016 |
| ---- | ---- | ---- | ---- | ---- | ---- | ---- |
| 146  | ↘92  | ↘90  | →90  | ↘88  | ↗91  | ↘85  |
| 2017 | 2018 |      |      |      |      |      |
| ↘84  | ↘83  |      |      |      |      |      |

## Инфраструктура
- Сельскохозяйственные предприятия Ивановского района.